# Guy Caron
Pour les articles homonymes, voir Caron.
Guy Caron, né le 13 mai 1968 à Rimouski (Québec), est un économiste et homme politique canadien.
Membre du Nouveau Parti démocratique (NDP), il est député de la circonscription de Rimouski-Neigette—Témiscouata—Les Basques à la Chambre des communes de l'élection de 2011 jusqu'à l'élection de 2019.
Il est maire de Rimouski depuis le 7 novembre 2021.

## Biographie

### Carrière privée
Guy Caron est originaire de Rimouski. Il fait des études en sciences pures au Cégep de Rimouski et est en même temps journaliste pour les stations de radio CKLE et CKMN-FM et pour les journaux Progrès-Écho et Le Rimouskois. Il obtient un baccalauréat ès arts en communications de l'Université d’Ottawa. Pendant ses études, il est président de la Fédération des étudiants de l'Université d'Ottawa, puis, en 1994, président de la Fédération canadienne des étudiantes et étudiants. Il obtient ensuite une maîtrise en économie à l'Université du Québec à Montréal (UQAM).
Il travaille notamment pour la Fondation canadienne de relations raciales et le Conseil des Canadiens et est chargé de recherche et économiste au Syndicat canadien des communications, de l’énergie et du papier (SCEP). Il y est responsable des questions relatives à l’industrie forestière. Avant son élection à la Chambre des communes, Caron est aussi représentant de presse pour le bureau de Jack Layton, chef du Nouveau Parti démocratique.

### Engagement politique

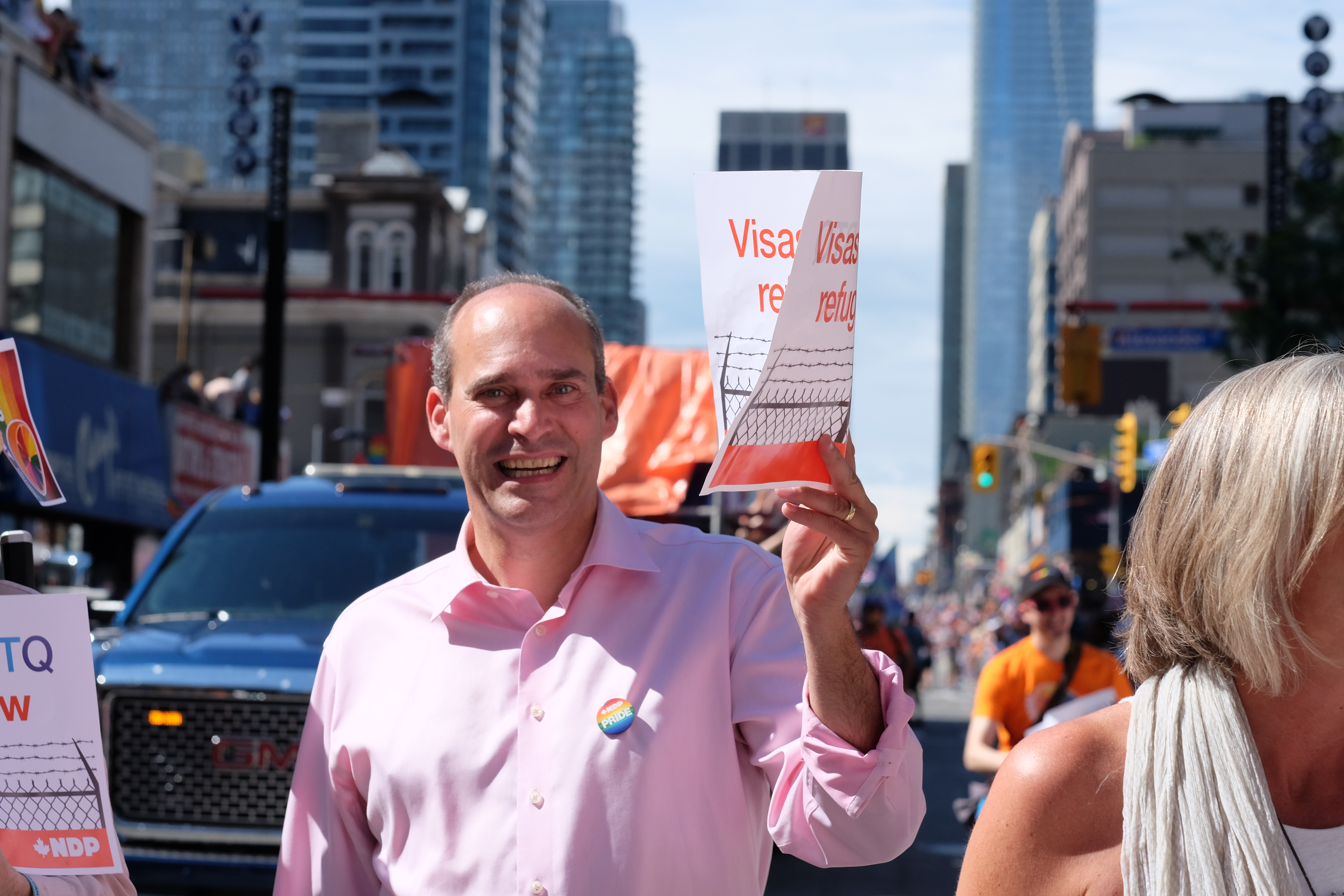
Guy Caron assistant à la marche des fiertés de Toronto, le 25 juin 2017.

Lors des élections fédérales de 2004, il se présente comme candidat du NPD dans la circonscription de Rimouski-Neigette—Témiscouata—Les Basques et obtient 7 % des votes. Il se présente de nouveau aux élections fédérales de 2006, lors desquelles il obtient 9,8 %, puis lors de celles de 2008, où il obtient 10,3 %.
Lors des élections de 2011, il obtient 43,0 % des votes, profitant de la poussée du NDP au niveau fédéral. Caron est ainsi élu député. Il est réélu lors des élections fédérales de 2015 avec 43,1 % des votes. Candidat à la course à la direction du NPD de 2017, il termine quatrième avec 9,4 % des suffrages. Il se représente à un troisième mandat lors des élections fédérales de 2019, mais est défait par le bloquiste Maxime Blanchette-Joncas.
Il se lance dans la course à la mairie de Rimouski en novembre 2020; il est considéré comme un candidat vedette,,,,,. Le 7 novembre 2021, il est élu maire de Rimouski.